# Katherine DeMille
Pour les articles homonymes, voir DeMille.
Katherine DeMille est une actrice canadienne, née Katherine Lester le 29 juin 1911 à Vancouver (Canada), morte de la maladie d'Alzheimer le 27 avril 1995 à Tucson (Arizona, États-Unis).

## Biographie
Orpheline à neuf ans (en 1920), elle devient peu après la fille adoptive du réalisateur Cecil B. DeMille et de son épouse. Elle participe à trente films américains, de 1930 à 1956, année où elle se retire.
Elle épouse en 1937 l'acteur Anthony Quinn dont elle divorcera en 1965. Le couple a cinq enfants : Christopher (1939-1941), Christina (1941), Catalina (1942), Duncan (1945) et Valentina (1952).

## Filmographie partielle
- 1930 : Madame Satan (Madam Satan) de Cecil B. DeMille (non créditée)
- 1931 : Son of India de Jacques Feyder (non créditée)
- 1934 : Viva Villa ! de Jack Conway
- 1934 : Ce n'est pas un péché (Belle of the Nineties) de Leo McCarey
- 1935 : L'Appel de la forêt (The Call of the Wild) de William A. Wellman
- 1935 : Le Baron Gregor (The Black Room) de Roy William Neill
- 1935 : Sa Majesté s'amuse (All the King's Horses), de Frank Tuttle
- 1935 : Les Croisades (The Crusades) de Cecil B. DeMille
- 1936 : Roméo et Juliette (Romeo and Juliet) de George Cukor
- 1936 : Ramona d'Henry King
- 1936 : Saint-Louis Blues (Banjo on My Knee) de John Cromwell
- 1937 : Aventure en Espagne (Love Under Fire) de George Marshall
- 1937 : Charlie Chan aux Jeux olympiques (Charlie Chan at the Olympics) de H. Bruce Humberstone : Yvonne Roland
- 1938 : Blocus (Blockade) de William Dieterle
- 1939 : In Old Caliente (en) de Joseph Kane
- 1941 : Aloma, princesse des îles (Aloma of the South Seas) d'Alfred Santell
- 1947 : Le Gagnant du Kentucky (Black Gold) de Phil Karlson
- 1947 : Les Conquérants d'un nouveau monde (Unconquered) de Cecil B. DeMille
- 1956 : Le Tueur et la Belle (pt) (Man from Del Rio) d'Harry Horner (non créditée)